# Septfontaines (kanton Capellen)
Septfontaines (lb. Simmer, niem. Simmern) – wieś w południowo-zachodnim Luksemburgu, w gminie Hobscheid, w kantonie Capellen. Do 3 października 2015 leżała w dystrykcie Luksemburg. Wieś zamieszkuje 360 osób. Do 31 grudnia 2017 samodzielna gmina.